# Apamea dubitans
Apamea dubitans là một loài bướm đêm thuộc họ Noctuidae phân bố rộng khắp Bắc Mỹ.
Sải cánh dài khoảng 40 mm. Con trưởng thành bay từ tháng 6 đến tháng 9 tùy theo địa điểm.
Ấu trùng ăn nhiều loại cỏ.